# 기진
기진(奇進, 1487년 ~ 1555년)은 조선 중기의 성리학자 기대승의 아버지로, 본관은 행주(幸州)이며 자는 자순(子順)이고 호는 물재(勿齋)이다.

## 생애
기진(奇進)은 1487년 12월 정해일에 한성부 청파 만리현(현. 서울특별시 마포구 공덕동)에서 태어났는데, 여섯 살에 부친을 잃었다. 동생 기준(奇遵)과 함께 공부하였는데, 하루에 수백 자를 외웠다.
1521년(중종 16) 동생 기준(奇遵)이 기묘사화에 연루되어 함경도 온성으로 이배되고 교수형에 처하여지는 불행을 겪었다.
선비 숙인 안동 김씨가 당(堂)에 계셨으므로 1522년(중종 17) 과거에 응시하여 사마시에 합격하였다. 5년 후 1527년(중종 22) 재상의 천거로 경기전 참봉에 제수 되었으나 출사하지 않았다.
1528년(중종 23) 선비 숙인 안동 김씨의 상을 당하여 3년 상을 마치자 벼슬할 뜻을 버리고, 1530년(중종 25) 처(妻) 고향인 영광 인근 광주 고룡리 금정(金井) 마을로 가족들을 데리고 이사하였다. 이때 이복 셋째형 기원(奇遠)도 함께 낙담하여 인근 장성에 살게 되었다. 이후 행주 기씨가 호남에 세거하게 되었다.
집에서 있을 때에 쓸쓸하여 일이 없는 듯하였으며, 화목(花木)을 심어 꽃이 피고 지는 것을 구경하였다. 서사(書史)를 열람하여 득실을 상고할 뿐이었다.
첫째부인 남양 방씨(南陽 房氏)는 일찍 별세하였고, 둘째부인 진주 강씨(晉州 姜氏)는 충좌위사과(忠佐衛司果) 강영수(姜永壽)의 딸이다. 1526년 장남 기대림(奇大臨. 1526~1565)이 태어나고, 1527년 11월 차남 기대승(奇大升. 1527~1572)이 태어났으며, 1529년 셋째 기대절(奇大節. 1529~1567)이 태어났다. 1534년 기대승이 8살 때 별세하였다.
1555년(명종 10) 정월에 별세하여 그 해 3월 경신일에 부인의 무덤 남쪽에 장례하였다. 일찍히 부인과 사별하여 홀아비로 살면서 온갖 고생을 무릅쓰고 자식들을 부지런히 어루만지고 가르쳐 장성함에 이르렀디.

## 묘기(墓記)
"선부군(先府君)의 휘는 진(進)이요, 자는 자순(子順)이며 성은 기씨(奇氏)이니, 행주인(幸州人)이다. 증조의 휘는 건(虔)인데 판중추부원사(判中樞府院使)로 시호는 정무공(貞武公)이며, 증조비는 정경부인 홍씨(洪氏)이시다. 조고의 휘는 축(軸)인데 행풍저창부사(行豐儲倉副使)로 사헌부 장령에 추증되었으며, 조비는 영인(令人) 정씨(鄭氏)이시다. 선고의 휘는 찬(襸)인데 홍문관 부응교이며, 선비는 숙인(淑人) 김씨이시다.
부군은 성화(成化) 정미년(성종 18, 1487) 12월 정해일에 출생하셨는데 여섯 살에 부친을 잃었다. 장성하자 높은 뜻이 있어 아우 준(遵)과 함께 공부하였는데, 하루에 수백 자를 외웠다. 그리하여 마침내 문자에 힘을 써 경사(經史)를 통달하고, 옛날과 지금의 일을 꿰뚫었다. 공은 널리 배우고 예(禮)로 몸을 단속하고자 하였고, 오로지 과거 급제하여 녹을 먹으려는 계책을 하지 않았다. 아우가 먼저 조정에 올라 이름을 드날렸는데 불행히도 견책을 받아 죽자, 부군은 이미 당세에 벼슬할 뜻이 없었다. 그러나 모친인 숙인께서 당(堂)에 계셨으므로 남을 따라 과거에 응시하였다.
가정(嘉靖 명 세종(明世宗)의 연호) 원년인 임오년(중종 17, 1522)에 사마시에 합격하였으며, 그 후 5년에 재상의 천거로 경기전 참봉(慶基殿參奉)에 제수되고 장사랑(將仕郞)에 올랐다. 다음 해인 무자년에 모친상을 당했으며, 상을 마치자 벼슬을 구하지 않고 마침내 광주(光州)에 거주하였다. 집은 광주의 서북쪽 40리쯤 되는 곳에 있었으니 지방 이름을 고룡(古龍)이라 하였고, 동네 이름을 금정(金井)이라 하였다.
부군은 집에서 있을 때에 쓸쓸하여 일이 없는 듯하였다. 화목(花木)을 심어 꽃이 피고 지는 것을 구경하였으며, 서사(書史)를 열람하여 득실을 상고할 뿐이었다. 말년에 흉년을 만나 아침 저녁의 끼니가 걱정인데도 태연히 자처하였다. 부군은 천자(天資)가 정직 성실하고 소탈하여 자기 주장을 고집하지 않았으며, 엄하면서도 까다롭지 않고, 검박하며 사치하지 않았다. 책을 볼 때에는 대의를 통달하기에 힘썼으며, 일찍이 장구(章句)를 표절이나 하려고 하지 않았다. 지은 시문이 수백 편이다.
전배(前配)는 남양 방씨(南陽房氏)인데 일찍 별세하였고, 후배(後配)는 유인(孺人) 강씨(姜氏)인데 관향이 진주(晉州)이다. 부친의 휘는 영수(永壽)로 충좌위 사과(忠佐衛司果)이며, 조고의 휘는 학손(鶴孫)으로 장례원 사평(掌隷院司評)이며, 증조의 휘는 희맹(希孟)으로 의정부 좌찬성을 지내고 진산군(晉山君)에 봉해졌으며, 시호는 문량공(文良公)이시다. 유인은 단정하고 공손하며 은혜로워 부군에 배필할 만하였다.
5남 1녀를 낳았으니, 장남은 대림(大臨)이요, 차남은 대승인데 생원이며, 막내는 대절(大節)이다. 나머지는 모두 요절하였다. 부인은 부군보다 22년 전에 별세 하였는바, 집 뒤 2리쯤 되는 갑좌 경향(甲坐庚向)의 산에 안장 하였다. 부군이 별세하시자 그 해 3월 경신일에 유인의 무덤 남쪽에 장례하니 선산이기 때문이었다.
선비께서 별세하실 때에 여러 아들들은 모두 열 살이 넘지 못하였다. 부군께서는 홀아비로 사시면서 온갖 고생을 무릅쓰고 자식들을 부지런히 어루만지고 가르쳐 장성함에 이르렀는데, 모두들 미련하고 어질지 못해서 가정의 교훈을 만분의 일도 현양하지 못하였다. 그리고는 죄악이 쌓여 마침내 부군에게 화가 미쳐 별세하였으니, 슬피 울부짖음에 애통한 마음이 뼛속에 사무친다. 이에 감히 묘기를 이와 같이 짓는 것이다. 묘표에 글을 적는 일은 앞으로 기다려 할 것이다. 슬픈 마음 하늘처럼 다함이 없으니, 아, 애통하다." 아들 기대승 지음

## 같이 보기
- 행주 기씨
- 기대승